# Stekelratten
Stekelratten (Echimyidae) zijn een familie van knaagdieren uit Zuid-Amerika. Ze behoren tot de superfamilie Octodontoidea en zijn de grootste familie binnen de Hystricognathi. Stekelratten hebben een lange geschiedenis in Zuid-Amerika; ze werden gevonden onder de vroegste fossiele knaagdieren van het continent uit het Onder-Oligoceen. In het Mioceen was er een grote diversiteit aan soorten op de pampa's.

## Taxonomie
De stekelratten worden verdeeld in verschillende onderfamilies:
- Adelphomyinae omvat een aantal uitgestorven geslachten.
- Capromyinae omvat de hutia's, die alleen voorkomen in het Caribisch gebied.
- Carterodontinae omvat alleen de uilenstekelrat (Carterodon sulcidens).
- Echimyinae omvat een vrij groot aantal in bomen levende geslachten, maar ook een aantal terrestrische geslachten en de semi-aquatische beverrat.
- Euryzygomatomyinae omvat drie geslachten uit het Atlantisch woud.
- Heteropsomyinae omvat een aantal uitgestorven geslachten uit de Grote Antillen.

Het borstelstaartboomstekelvarken (Chaetomys subspinosus) werd in het verleden ook wel binnen de familie Echimyidae geplaatst.

### Indeling
De familie omvat de volgende geslachten:
- Onderfamilie Capromyinae (Hutia's)
  - Tribus Capromyini
    - Geslacht Capromys
    - Geslacht Geocapromys (Stompstaartratten)
    - Geslacht Mesocapromys
    - Geslacht Mysateles (Hutiacarabali's)

  - Tribus Hexolobodontini †
    - Geslacht Hexolobodon †

  - Tribus Isolobodontini †
    - Geslacht Isolobodon †

  - Tribus Plagiodontini
    - Geslacht Hyperplagiodontia †
    - Geslacht Plagiodontia
    - Geslacht Rhizoplagiodontia †
- Onderfamilie Carterodontinae
  - Geslacht Carterodon (Uilenstekelrat)
- Onderfamilie Echimyinae
  - Tribus Echimyini
    - Geslacht Dactylomys
    - Geslacht Diplomys
    - Geslacht Echimys
    - Geslacht Isothrix
    - Geslacht Kannabateomys
    - Geslacht Leiuromys
    - Geslacht Lonchothrix
    - Geslacht Makalata
    - Geslacht Mesomys
    - Geslacht Olallamys
    - Geslacht Pattonomys
    - Geslacht Phyllomys
    - Geslacht Santamartamys
    - Geslacht Toromys

  - Tribus Myocastorini
    - Geslacht Callistomys
    - Geslacht Hoplomys
    - Geslacht Myocastor (Beverratten)
    - Geslacht Proechimys
    - Geslacht Thrichomys
- Onderfamilie Euryzygomatomyinae
  - Geslacht Clyomys
  - Geslacht Euryzygomatomys
  - Geslacht Trinomys
- Onderfamilie Heteropsomyinae †
  - Geslacht Boromys †
  - Geslacht Brotomys †
  - Geslacht Heteropsomys †